# Boris (nome)
Boris [bɐˈɾʲis] è un nome proprio di persona slavo maschile, in particolare russo, bulgaro, macedone, croato e sloveno; in cirillico è scritto Борис.

## Varianti
Forme alterate e ipocoristiche: Bora
- Croato: Boro[2]
- Russo: Боря (Borja)[2]
- Sloveno: Bor[2], Borut[2]

### Varianti in altre lingue
- Bielorusso: Барыс (Barys)
- Polacco: Borys[2]
- Tedesco: Boris[2]
- Ucraino: Борис (Borys)[2]
- Ungherese: Borisz

## Origine e diffusione
Vi sono diverse interpretazioni sull'origine di questo nome. Da una parte, potrebbe essere ricondotto alla radice slava bor ("lottare", da cui anche Preben), col possibile significato di "forte", "violento"; dall'altra, potrebbe risalire al nome turco o tartaro Bogoris, che significa "piccolo", "corto", "basso" oppure "lupo". In quest'ultimo caso, sarebbe affine per semantica ai nomi Ulfo, Lupo, Vukašin, Bleddyn e Farkas.
Va notato che il suo ipocoristico russo Боря (Borja) è graficamente identico al nome spagnolo Borja, di tutt'altra origine.

## Onomastico
L'onomastico può essere festeggiato il 24 luglio in ricordo di san Boris, principe della Rus' di Kiev, ucciso da Svjatopolk I di Kiev nel 1015, e ricordato assieme al fratello Gleb, oppure il 2 maggio, in onore di san Boris I Michele, re di Bulgaria.

## Persone

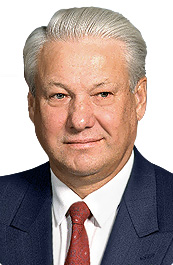
Boris Nikolaevič El'cin

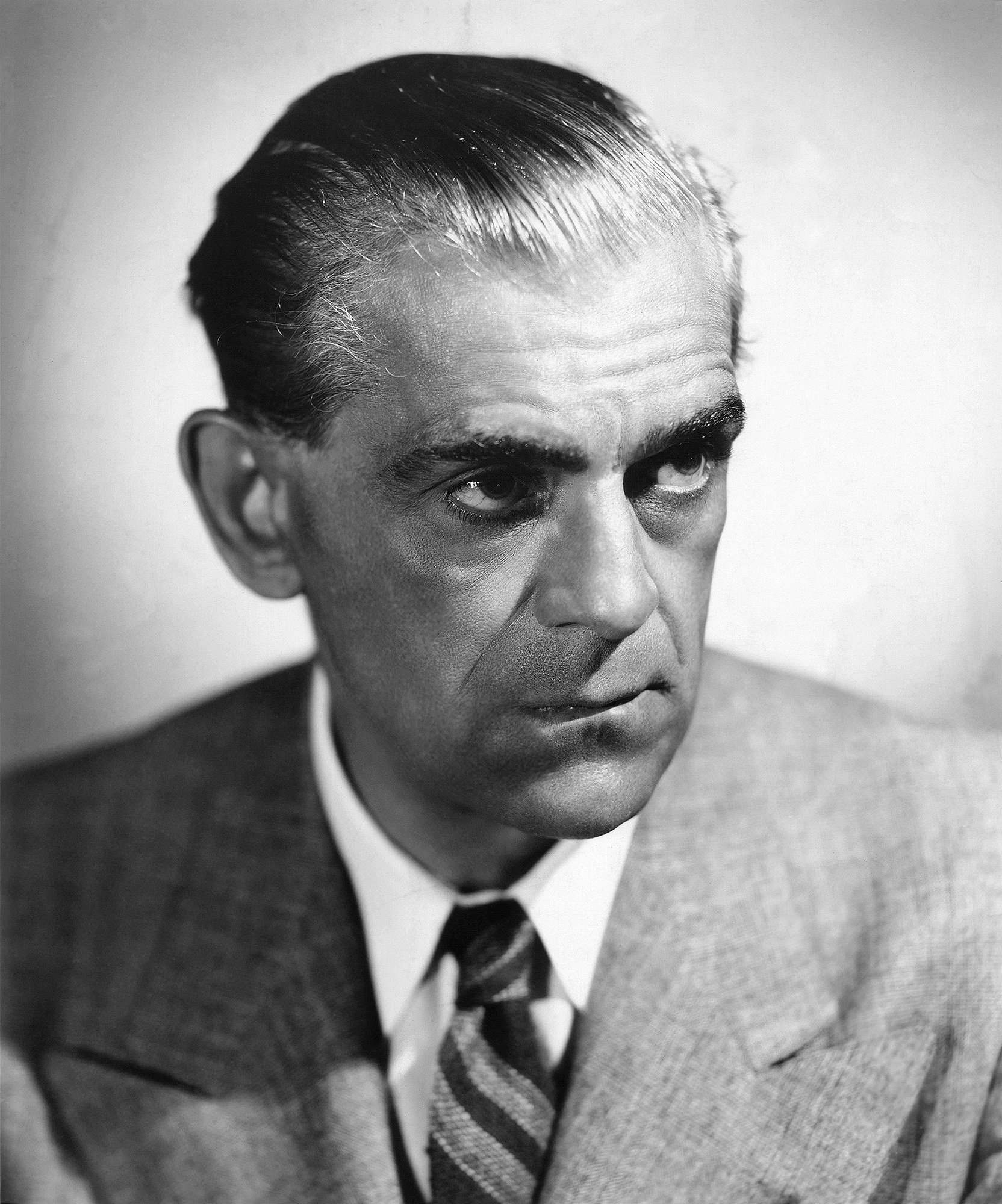
Boris Karloff

- Boris I di Bulgaria, re di Bulgarie e santo
- Boris III di Bulgaria, zar di Bulgaria
- Boris Akunin, scrittore russo
- Boris Becker, tennista tedesco
- Boris Belousov, chimico e fisico sovietico
- Boris Christov, basso bulgaro
- Boris Egorov, cosmonauta e medico sovietico
- Boris El'cin, politico russo
- Boris Giuliano, poliziotto italiano
- Boris Godunov, zar di Russia
- Boris Johnson, politico britannico
- Boris Karloff, attore britannico naturalizzato canadese
- Boris Kodjoe, attore e modello austriaco naturalizzato statunitense
- Boris Kustodiev, pittore e scenografo russo
- Boris Pahor, scrittore italiano
- Boris Pasternak, poeta e scrittore russo
- Boris Pil'njak, scrittore russo
- Boris Šeremetev, generale russo
- Boris Spasskij, scacchista russo naturalizzato francese
- Boris Tadić, politico serbo

### Variante Borys
- Borys Onyščenko, pentatleta sovietico
- Borys Paton, scienziato ucraino

## Il nome nelle arti
- Boris è un personaggio dell'omonima serie televisiva.
- I Boris sono gruppo rock sperimentale giapponese.
- Boris è un personaggio del manga e anime Beyblade.
- Boris è un personaggio della serie televisiva Docteur Boris.
- Borys di Ebe è un personaggio dell'ambientazione fantasy Dark Sun.
- Boris Leonov è un personaggio della serie a fumetti Tex.
- Boris Turgenev è stato uno dei personaggi Marvel Comics a rivestire i panni di Dinamo Cremisi.
- Boris Ivanovich Grishenko è un personaggio del film del 1995 GoldenEye.
- Boris Yellnikoff è un personaggio del film del 2009 Basta che funzioni, diretto da Woody Allen.
- Boris the Wolf è un personaggio del videogioco Bendy and the Ink Machine.
- Boris Zugoski è un personaggio del videogioco Chase the Express.